# Вырумаа
Вы́румаа (эст. Võrumaa) или Вы́руский уезд (эст. Võru maakond, выруск. Võromaa или Võro maakund) — один из 15 уездов Эстонии. Административный центр до 1 января 2018 года — город Выру. В состав уезда входит один город и 4 волости.

## География
Расположен в юго-восточной части страны. Граничит с Россией, Латвией, уездами Валгамаа и ПылвамааОсновная часть территории Вырумаа находится в пределах Хааньяской возвышенности — самого высокого участка в стране. Площадь уезда включает в себя природный парк Хаанья (17 тысяч га), национальный парк Карула (10,3 тысяч га) и ландшафтный заповедник Лухасоо (охраняющий уникальные болотные массивы, 800 га).
На территории уезда находятся самая высокая точка Эстонии и Прибалтики в целом  — прославленная в эстонском фольклоре гора Суур-Мунамяги (318 м), и самое глубоководное озеро в стране — Рыуге-Сууръярв (39 м).
Площадь уезда Вырумаа — 2773,16 км².

## Муниципалитеты
В состав уезда Вырумаа входят 5 самоуправлений: 
 город-муниципалитет Выру
 и 4 волости:
 Антсла
 Выру
 Рыуге
 Сетомаа
С 1 января 2018 года уездные управы и, соответственно, должности старейшин уездов в Эстонии упразднены. Их обязанности переданы государственным учреждениям и местным самоуправлениям.
До административно-территориальной реформы 2017 года в состав уезда входили 13 самоуправлений: один город (Выру) и 12 волостей:

Муниципалитеты уезда Вырумаа до реформы 2017 года

- Антсла (включая город Антсла)
- Хаанья
- Ласва
- Меремяэ
- Миссо
- Мынисте
- Рыуге
- Сымерпалу
- Урвасте
- Варсту
- Вастселийна
- Выру

## Символика
Герб Вырумаа является гербом нынешнего уезда с 1990 года и был гербом бывшего Вырумаа в 1937–1940 и 1941–1944 годах. На голубом щите золотое кольцо и обоюдоострый серебряный меч Калевипоэга с золотой рукоятью, обращённый по диагонали снизу вверх. Синий цвет символизирует светлое будущее и голубое небо Вырумаа, золотое кольцо — само название Вырумаа (эст. võru — «кольцо», «обод»), меч — готовность Вырумаа к обороне.
Флаг был зарегистрирован 12 декабря 1996 года. Состоит из двух горизонтальных полос равной ширины: верхняя полоса белого цвета, нижняя — зелёного. В центре белой полосы расположен герб Вырумаа. Соотношение ширины флага к длине составляет 7:11, стандартный размер — 105×165 см. Высота герба на флаге стандартного размера — 42 см.

## Население
По данным на 2009 год (до присоединения к уезду территории Сетомаа) 95,3 % уезда составляли этнические эстонцы (в большинстве своём — выру) и 3,3 % — русские, 1,4 % — другие национальности. Русскоязычное население проживает в основном в городе Выру и в приграничных с Россией деревнях. Плотность населения небольшая — 16,4 чел/км² — и продолжает падать ввиду естественной и миграционной убыли населения, отмечающейся здесь с момента распада СССР.
Число жителей Вырумаа на 1 января каждого года по данным Департамента статистики:
| Год  | 2018   | 2019     | 2020     | 2021     | 2022     | 2023     | 2024     |
| ---- | ------ | -------- | -------- | -------- | -------- | -------- | -------- |
| Чел. | 36 133 | ↘ 35 782 | ↘ 35 415 | ↘ 34 898 | ↘ 34 182 | ↗ 34 318 | ↘ 34 049 |

Местный выруский диалект эстонского языка имеет достаточно чёткие отличия, поэтому некоторые исследователи выделяют его в качестве отдельного выруского языка. В волости Сетомаа, присоединённой к уезду после административно-территориальной реформы 2017 года, распространён говор выруского диалекта или отдельный диалект (язык) сету (сето). Этническая группа или отдельный народ сету (сето), в отличие от большинства эстонцев, исповедуют православие.

## История
Регион в разное время принадлежал Польше, Швеции и России.
В начале XIII века территория Вырумаа, вероятно, входила в состав мааконда Уганди, а с 1224 по 1558 год — в состав Дертского епископства. Позднее его история была общей с уездом Тартумаа до 1783 года, когда по приказу Екатерины II он был выделен в отдельный уезд, названный Верроским (нем. Kreis Werro) по имени мызы Веррохоф (нем. Werrohof). C 1796 по 1888 год он составлял двойной уезд с Тартумаа.
Исторический Вырумаа с центром в городе Выру был значительно больше современного Вырумаа. Границы Вырумаа были изменены в 1921 году, когда часть приходов (кихелькондов) Карула и Харгла была передана Валгамаа, а также в 1925 году — когда территория Меэкси вошла в состав Тартумаа. В 1950 году уезды были упразднены, вместо них образованы районы, и в том числе Выруский район, который в 1959 году объединился с Вастселийнаским районом и большей частью Антслаского района. В этих границах в 1990 году Выруский район был преобразован в уезд Вырумаа.

## Главные достопримечательности
- Замок Нейгаузен
- Мыза Альт-Ваймель (Вяймела)
- Православная церковь Великомученицы Екатерины в Выру
- Православная церковь Иоанна Крестителя в Варсту
- Православная церковь Георгия Победоносца в посёлке Вярска
- Православная церковь Святого Илии в деревне Краави[эст.]
- Православная церковь в деревне Вана-Рооза (церковь Рооза-Якоби))[эст.]
- Лютеранская церковь Святого Урбана в деревне Кирикукюла (церковь Урвасте)[эст.]
- Хутор Рыуге
- Пещеры Пиуза
- Тематический парк Покумаа[эст.]
- Природный парк Паганамаа[эст.]

## Галерея

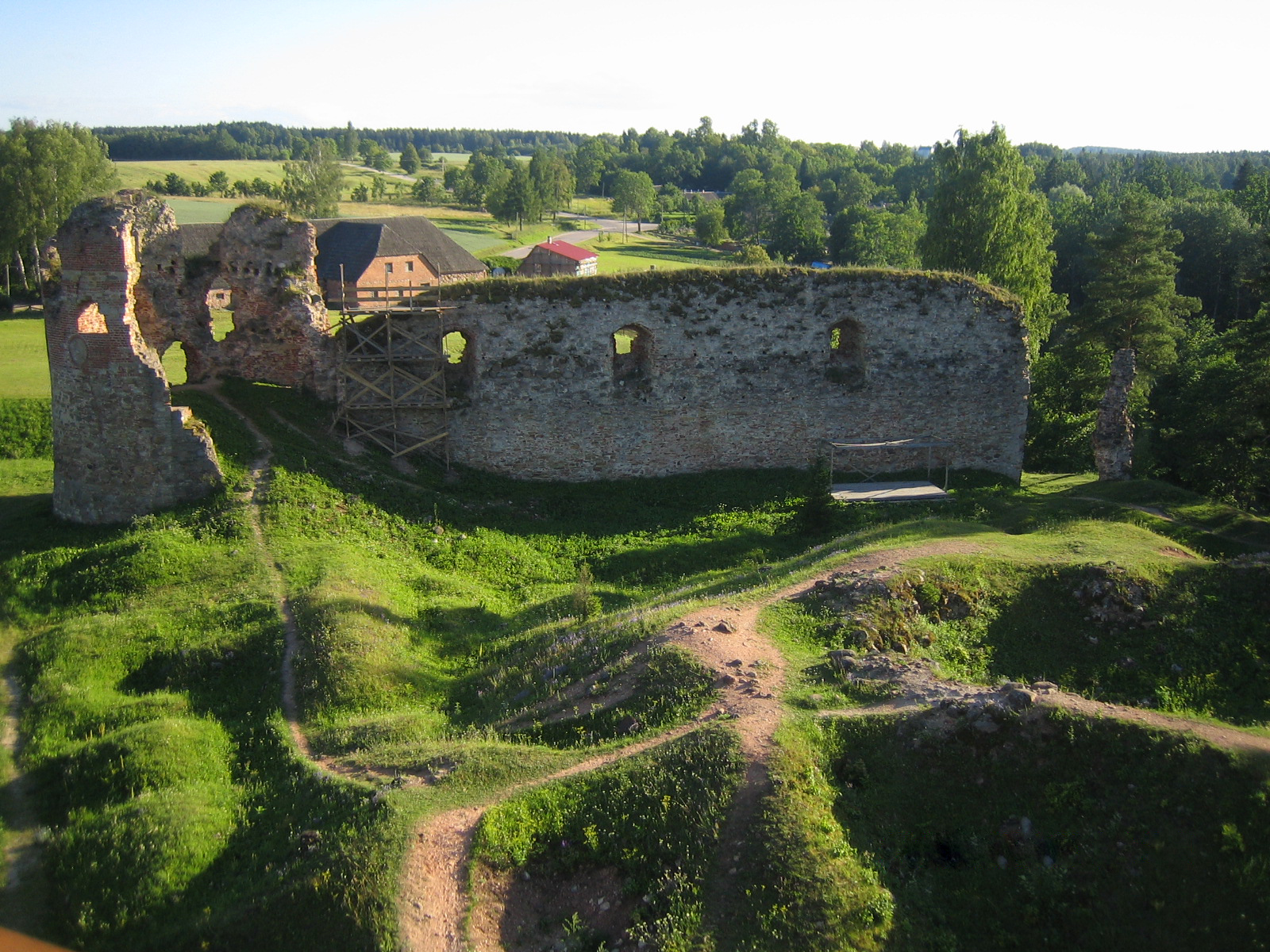
Замок Нейгаузен (городище Вастселийна)
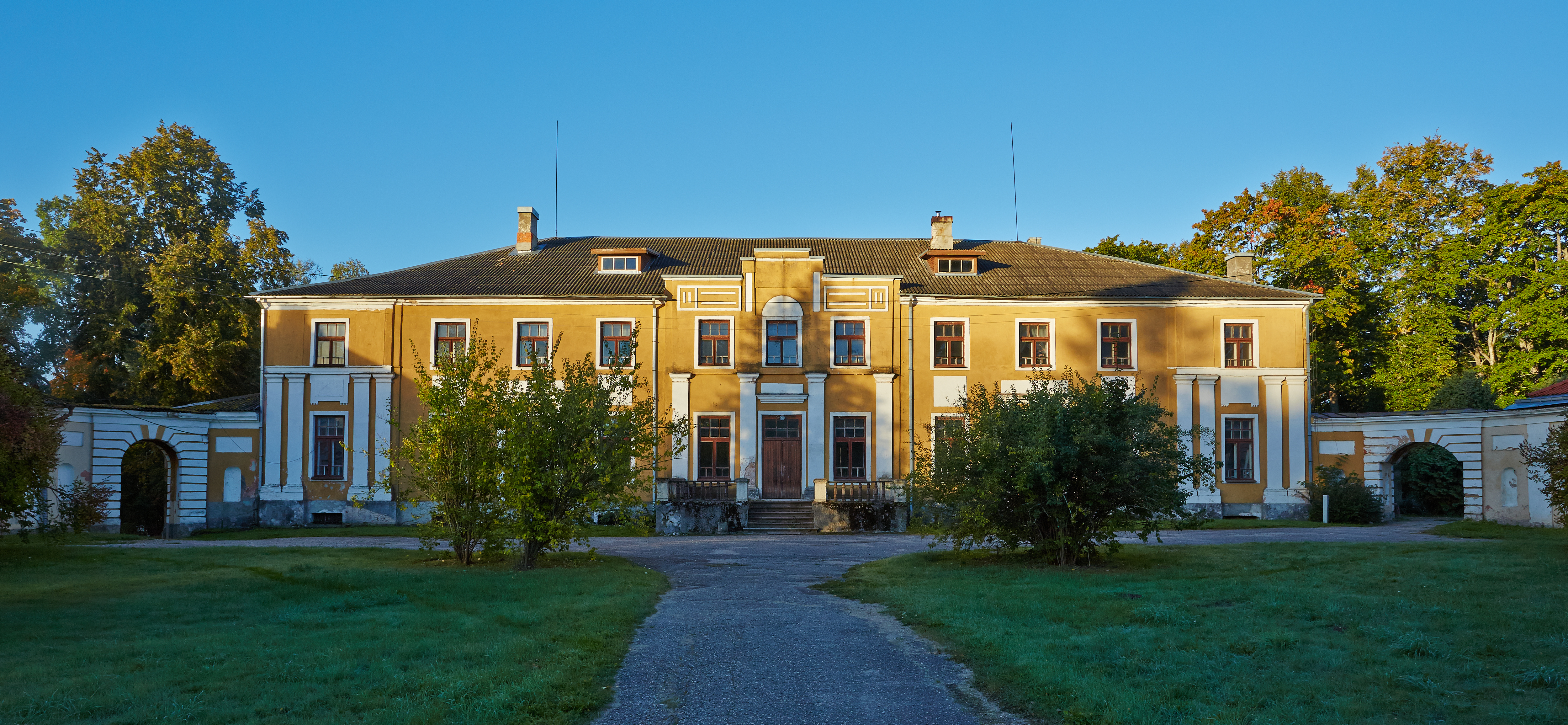
Главное здание мызы Альт-Ваймель (Вяймела)
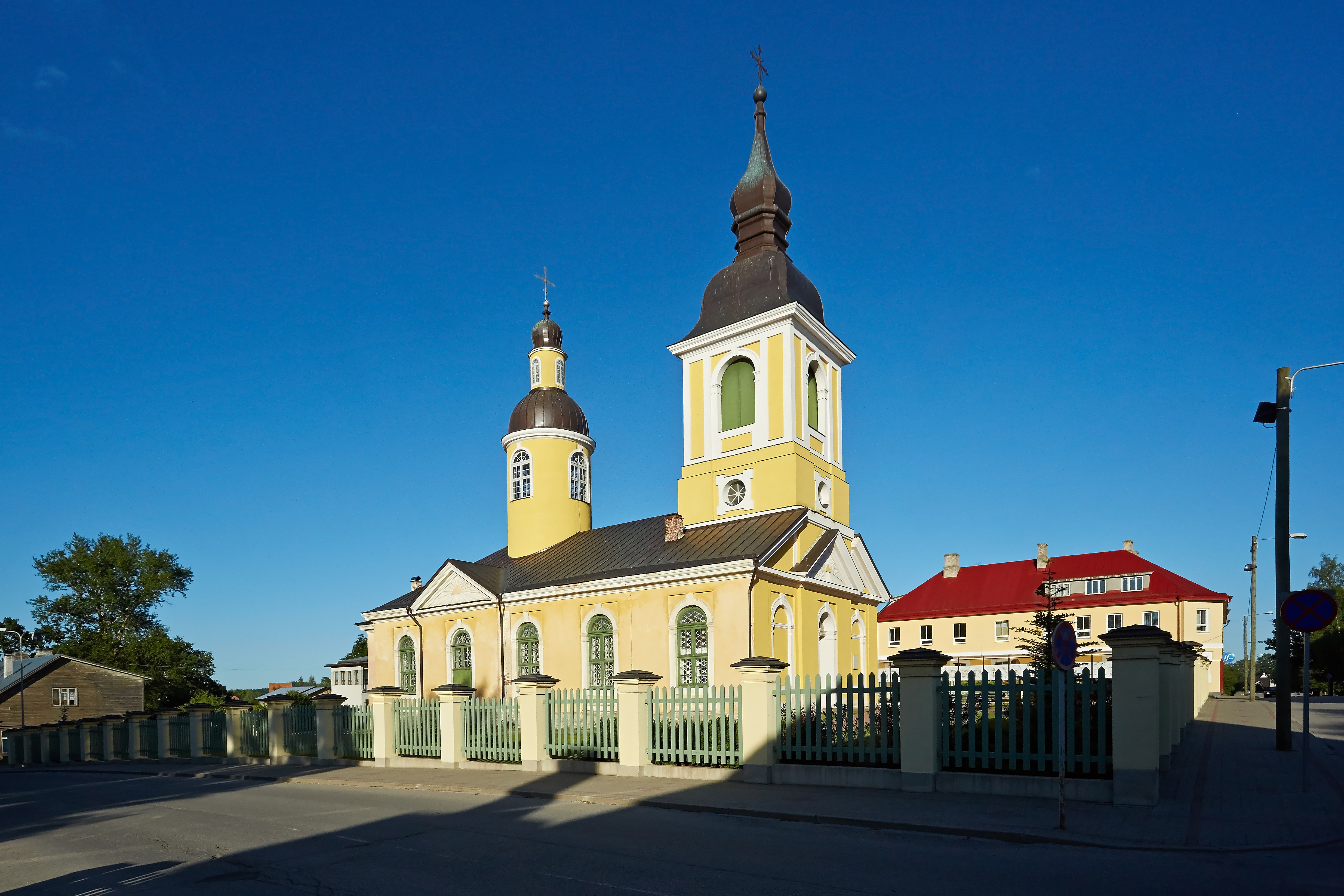
Церковь Великомученицы Екатерины в Выру
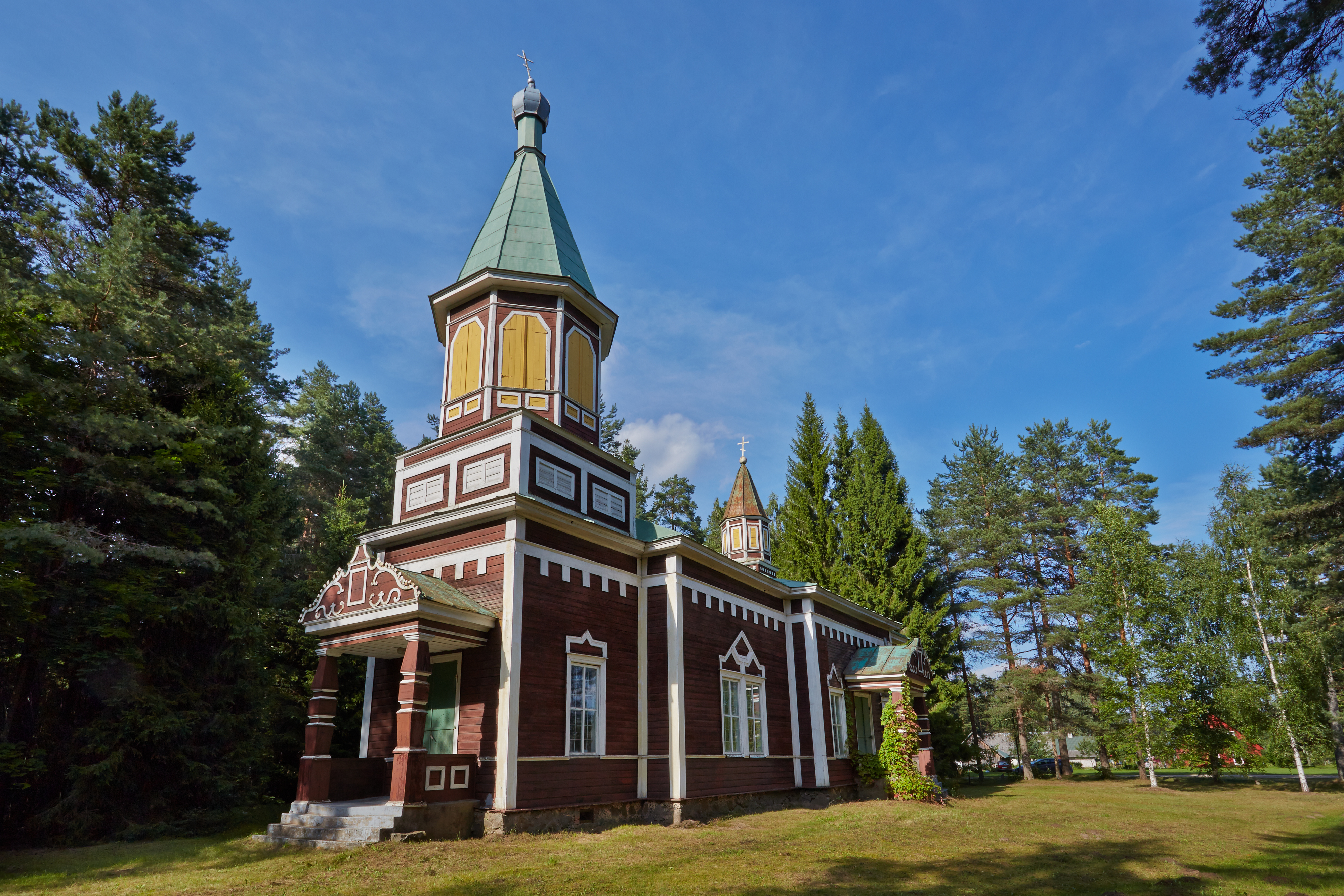
Церковь Иоанна Крестителя в Варсту
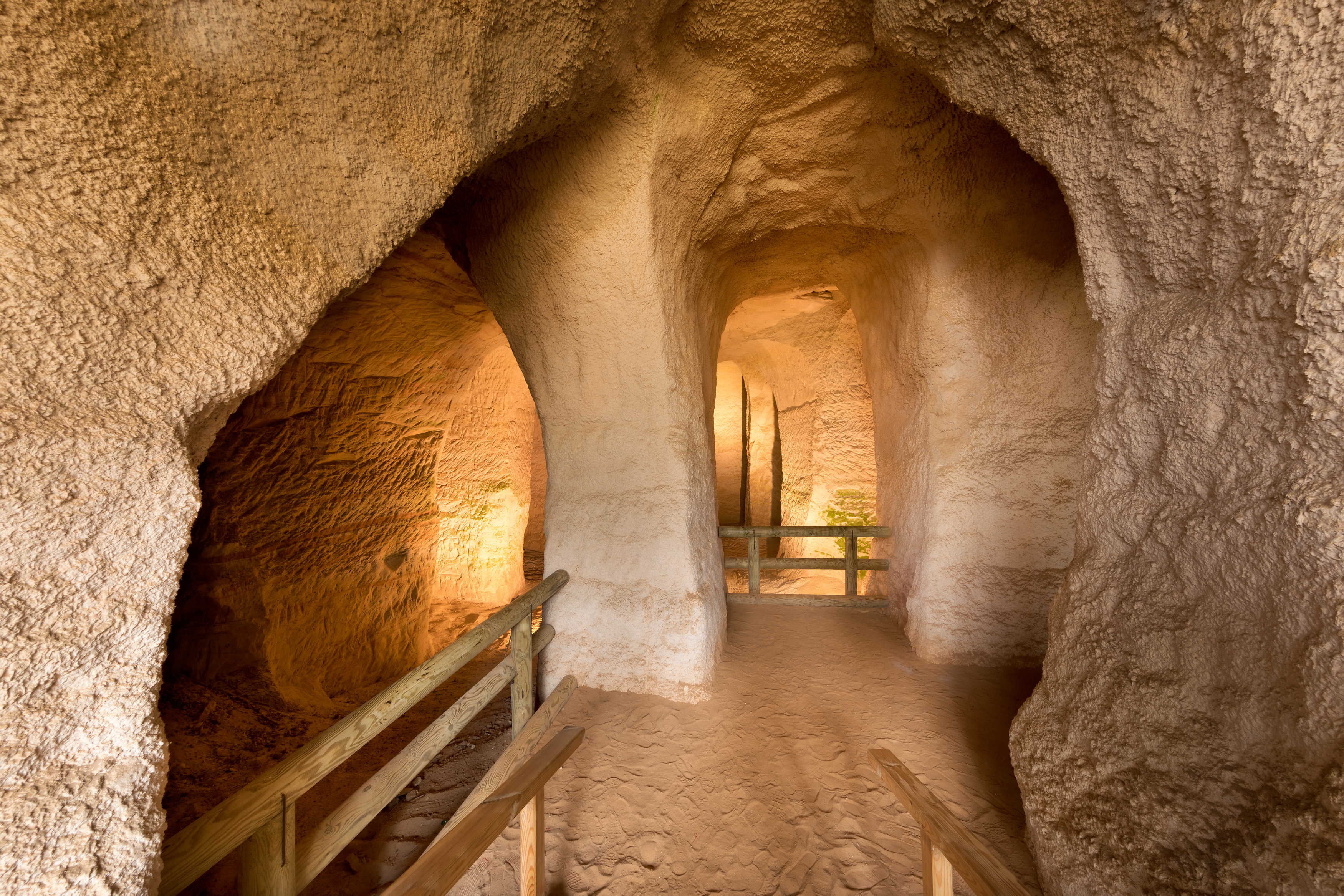
Пещеры Пиуза

## Города-побратимы
- Халсуа, Финляндия
- Каави, Финляндия
- Каустинен, Финляндия
- Нильсия, Финляндия
- Перхо, Финляндия
- Раутаваара, Финляндия
- Уллава, Финляндия
- Вехмаа, Финляндия
- Ветели, Финляндия[10]